# Ель-Худуд еш-Шамалія
Ель-Худуд еш-Шамалія (араб. الحدود الشمالية — «північний кордон») — мінтака (провінція) на півночі Саудівської Аравії. Адміністративний центр — місто Арар. Площа — 111 797 км², населення — 320 524 особи (2010 рік).

## Географія
На сході межує з Східною провінцією, на півдні з провінцією Хаїль, на заході з провінцією Ель-Джавф, на північному заході з Йорданією, на півночі з Іраком.

## Адміністративний поділ
Провінція ділиться на 3 мухафази (у дужках населення на 2010 рік):
1. Арар (191 051)
2. Рафга (80 544)
3. Турайф (48 929)